# Кристи, Григорий Иванович
Григо́рий Ива́нович Кри́сти (31 октября 1856 — 16 марта 1911) — орловский (1901—1902) и московский (1902—1905) губернатор, затем сенатор.

## Биография
Из дворян Бессарабской губернии. Племянник крупного дипломата Александра Ивановича Нелидова (в 1903–10 гг. посла во Франции). Окончил Лицей в память цесаревича Николая по 1-му разряду (1875).
В июне 1877 поступил на военную службу канониром в 1-ю батарею 14-й артиллерийской бригады, вскоре был переименован в бомбардиры. Вместе с бригадой, находившейся в составе 8-го корпуса генерал-лейтенанта Радецкого, участвовал в Русско-турецкой войне 1877—1878 годов. 5 сентября 1877 отличился при отбитии штурма на Шипкинском перевале, за что был награждён знаком отличия Военного Ордена 1-й степени. По окончании войны, за отличия был произведен в прапорщики 8-го драгунского полка.
В 1880 году выдержал экзамен на право производства в следующий чин и был прикомандирован к Лейб-гвардии Гусарскому Его Величества полку. В следующем году был зачислен в полк корнетом. В 1883 году стал одним из учредителей Русского гимнастического общества. В 1883 вышел в запас. Служил по выборам в Рязанской губернии, в том же году был избран в почётные мировые судьи по Сапожковскому уезду.
В 1887 году вышел в отставку с производством в поручики. В 1893 был избран дмитровским уездным предводителем дворянства, в 1899 году — представителем от московского дворянства в Совет приюта для неизлечимо больных имени митрополита Сергия. Также состоял: действительным членом ИППО, почётным членом благотворительного тюремного комитета, пожизненным почётным членом Московских детских приютов, почётным гражданином Дмитрова. Один из инициаторов строительства русской церкви в Сан-Ремо (Италия).
Занимал посты Орловского (1901—1902) и Московского (1902—1905) губернатора. В ноябре 1905 года был назначен сенатором с производством в тайные советники и пожалованием в егермейстеры. С мая 1906 присутствовал в І департаменте Правительствующего Сената. В своём подмосковном имении Нагорново завёл конный завод и винные погреба.

## Семья
Жена (с 19 апреля 1881 года) — княжна Мария Николаевня Трубецкая (1860–1926), фрейлина двора, дочь князя Николая Петровича Трубецкого, внучки графа Василия Васильевича Орлова-Денисова. Дети:
- Владимир (1882–1946), земский деятель. Был женат на Марии Александровне Михалковой (1883—1966), дочери штабс-ротмистра Александра Владимировича Михалкова. Известен тем, что в 1911 году из ревности застрелил своего дядю князя Петра Николаевича Трубецкого.
- Григорий (1885–1931), в эмиграции в Румынии[5].
- Виктор (1889–?)
- София (1892–?)